# Georg Hassel
Johann Georg Heinrich Hassel (* 30. Dezember 1770 in Wolfenbüttel; † 18. Januar 1829 in Weimar) war ein deutscher Geograph.

## Leben
Georg Hassel war anfangs Amtsaktuar in Wolfenbüttel, danach von 1809 bis 1813 Direktor des Statistischen Bureaus in Kassel. Er wurde 1815 Braunschweigischer Bevollmächtigter in Paris und lebte seit 1816 als Privatier in Weimar, wo er mit Bertuch an dem Landesindustriecomptoir wirkte. 1828 wurde er in die American Academy of Arts and Sciences gewählt. Seit 1827 war er korrespondierendes Mitglied der Russischen Akademie der Wissenschaften in Sankt Petersburg.
Er war seit 1819 – u. a. mit Johann Günther Friedrich Cannabich und Johann Christoph Friedrich GutsMuths – Mitherausgeber der von Adam Christian Gaspari begründeten Reihe Vollständiges Handbuch der neuesten Erdbeschreibung, die von 1818 bis 1832 in sieben Abteilungen in Weimar erschien, sowie – mit Wilhelm Müller – des zweiten Hauptabschnittes der Allgemeinen Encyclopädie der Wissenschaften und Künste von Johann Samuel Ersch und Johann Gottfried Gruber.

## Werke

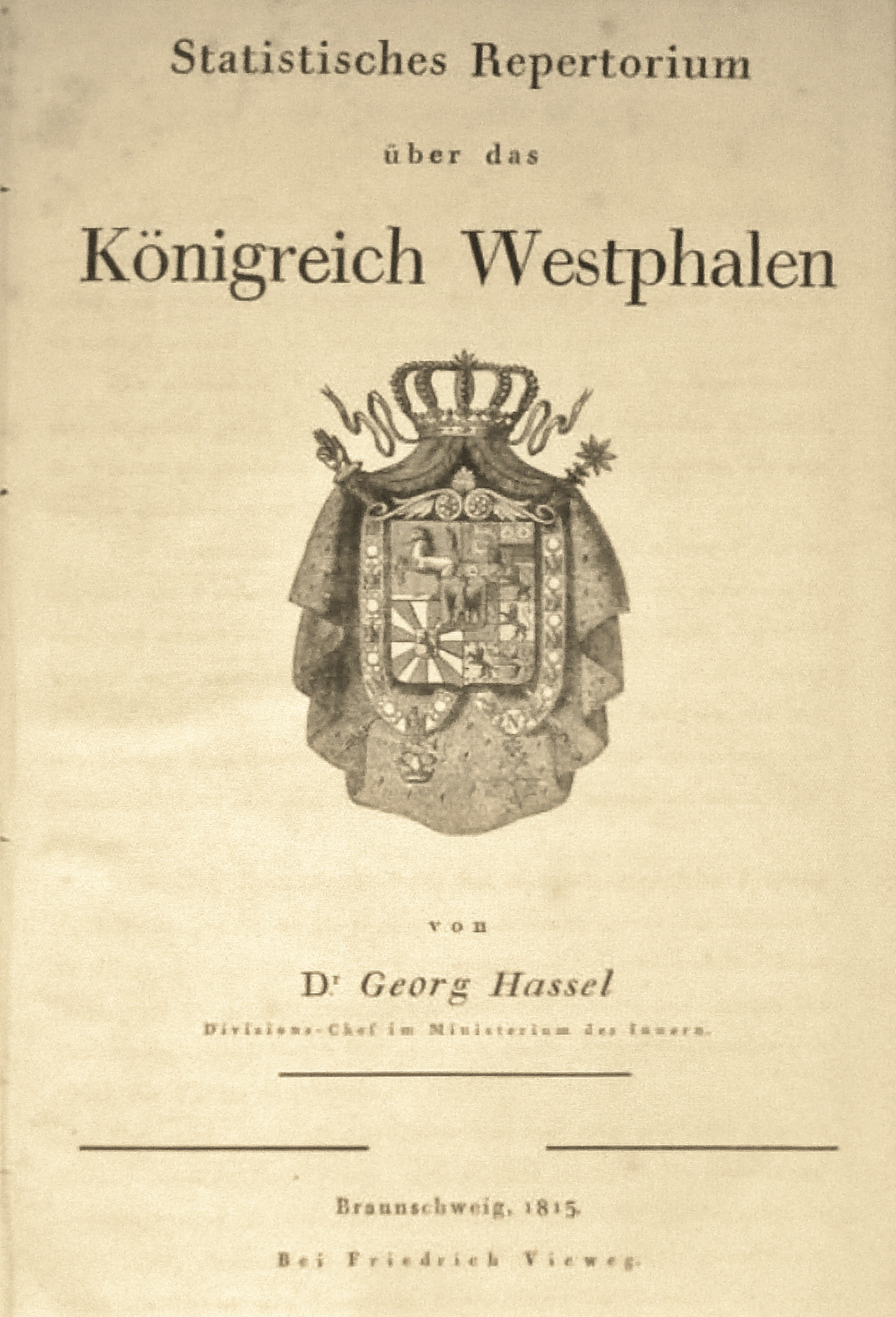
Statistisches Repertorium über das Königreich Westphalen. Braunschweig 1815

- Geographisch-statistische Beschreibung der Fürstenthümer Wolfenbüttel und Blankenburg. Friedrich Bernhard Culemann, Braunschweig 1802 (archive.org).
- Neueste Länder- und Völkerkunde: ein Lesebuch für alle Stände. Sechster Band. Holland und Westphalen. Mit Karten und Kupfern. Geographisch-statistischer Abriß des Königreichs Holland. Diesbachischen Buchhandlung, Prag 1809.
- Allgemeines Europäisches Staats-und Addres-Handbuch für das Jahr 1809. 1.: Königreich Preussen. Landes-Industrie-Comptoirs, Weimar 1809; google.de/books
- Lehrbuch der Statistik der europäischen Staaten. Weimar 1812
- Handbuch der neuesten Erdbeschreibung und Statistik. Berlin 1816–1817, 2 Abteilungen
- Allgemeines europäisches Staats- und Adreßbuch für 1816. Weimar 1817–1818, 4 Bde.
- Geographisch-statistisches Handwörterbuch. Nach den neuesten Quellen und Hülfsmitteln.  2 Bände.Verlag des Geographischen Instituts, Weimar 1817. Band 1: A–K – Band 2: L–Z.
- Vollständige und neueste Erdbeschreibung der Preußischen Monarchie und des Freistaates Krakau. Weimar 1819; archive.org.
- Statistischer Umriß der sämmtlichen europäischen und außereuropäischen Staaten. Weimar 1823–1824. 3 Hefte.
- Genealogisch-statistisch-historischer Almanach. Weimar 1824–28.
- Handwörterbuch der Geschichte und Mythologie. Weimar 1825.